# يوسوكي أكاشي
يوسوكي أكاشي (باليابانية: 赤星 雄祐) (مواليد 24 مايو 1994) هو لاعب كرة قدم ياباني.

## وصلات خارجية
- يوسوكي أكاشي على موقع رابطة كرة القدم اليابانية للمحترفين (اليابانية)
- يوسوكي أكاشي على موقع Soccerway.com (الإنجليزية)
- يوسوكي أكاشي على موقع عالم كرة القدم.نت (الإنجليزية)